# Boeing F-15SE Silent Eagle
F-15SE Silent Eagle (с англ. — «Бесшумный Орёл») — американский двухместный многоцелевой истребитель поколения 4++ с применением технологий снижения радиолокационной заметности, разрабатываемый компанией Boeing и её зарубежными партнерами на базе истребителя F-15E. Был представлен 17 марта 2009 года, первый полёт прототипа состоялся 8 июля 2010 года.

## Лётно-технические характеристики
Источники.

### Технические характеристики
- Экипаж: 2 человека
- Длина: 19,43 м
- Размах крыла: 13,05 м
- Высота: 5,63 м
- Площадь крыла: 56,5 м²
- Профиль крыла: NACA 64A006.6, NACA 64A203
- Масса:
  - пустого: 14300 кг
  - максимальная взлётная масса: 36700 кг
- Нагрузка на крыло:
  - при максимальной взлётной массе: 650 кг/м²

- Двигатель:

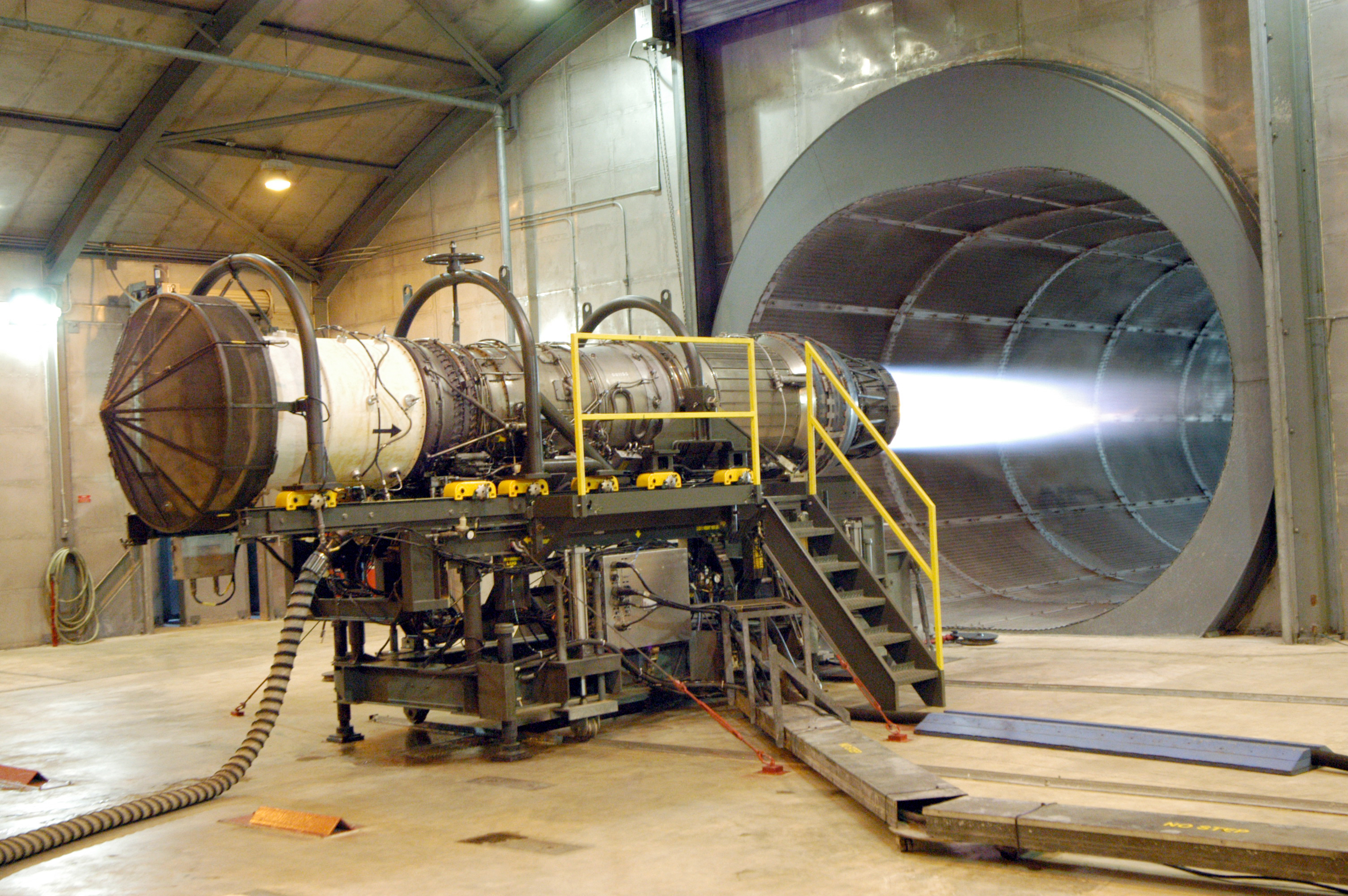
Двигатель P&W F100 на испытаниях

  - тип двигателя: турбореактивный двухконтурный с форсажной камерой
  - модель: «Pratt & Whitney F100-PW-229»
  - тяга:
    - максимальная: 2 × 8060 кгс (2 × 79 кН)
    - на форсаже: 2 × 13200 кгс (2 × 129,7 кН)

  - масса двигателя: 1450 кг
- Тяговооружённость:
  - при максимальной взлётной массе: 0,72 кгс/кг

### Лётные характеристики
- Максимальная скорость:
  - на высоте: 2655 км/ч (М=2,5)
- Дальность полёта:
  - максимальная: 3900 км (с ПТБ)
  - боевой радиус: 1480 км
- Продолжительность полёта: до 4 ч
- Практический потолок: 18200 м
- Скороподъёмность: до 250 м/с

### Вооружение
- Пушечное: 20-мм авиационная пушка M61 Vulcan, 500 снарядов
- Боевая нагрузка[7]: до 11101 кг
  - УРВВ:
    - AIM-9 Sidewinder
    - AIM-120 AMRAAM

  - УРВП:
    - AGM-65
    - AGM-84 Harpoon
    - JASSM

  - авиабомбы:
    - GBU-12, GBU-24, GBU-38
    - Mark 82
    - MK-84
    - JDAM

### Авионика
На истребителях F-15SE будет использоваться радиолокационная станция с активной фазированной антенной решёткой AN/APG-63 (v3), а также комплексная нашлемная система целеуказания «Joint Helmet Mourned Cueing System». Имеются средства радиоэлектронной борьбы производства BAE Systems, включая пассивную систему предупреждения об облучении.

## Модификации
- F-15SA - многофункциональный истребитель поколения "4++" для Королевских ВВС Саудовской Аравии. Заказано 84 единицы. Известно, что 68 единиц саудовских F-15S модернизируют до уровня F-15SA.